# Chippewa Falls
Chippewa Falls is een plaats (city) in de Amerikaanse staat Wisconsin, en valt bestuurlijk gezien onder Chippewa County.

## Demografie
Bij de volkstelling in 2000 werd het aantal inwoners vastgesteld op 12.925.
In 2006 is het aantal inwoners door het United States Census Bureau geschat op 13.131, een stijging van 206 (1,6%).

## Geografie
Volgens het United States Census Bureau beslaat de plaats een oppervlakte van
29,5 km², waarvan 28,1 km² land en 1,4 km² water. Chippewa Falls ligt op ongeveer 256 m boven zeeniveau.

## Plaatsen in de nabije omgeving
De onderstaande figuur toont nabijgelegen plaatsen in een straal van 20 km rond Chippewa Falls.